# سي (سويسرا)
سي (بالألمانية: Seebezirk) (بالفرنسية: District du Lac)‏ هي إحدى المقاطعات السبع في كانتون فريبورغ في سويسرا. تقع إلى الشمال من الكانتون، المنطقة ثنائية اللغة (الفرنسية - الألمانية). يبلغ عدد سكانها 33٬924 (حتى 31 December 2011).